# آلسیا بارلا
آلسیا بارلا (ایتالیایی: Alessia Barela؛ زادهٔ ۱۳ ژوئن ۱۹۷۴) بازیگر اهل ایتالیا است.
از فیلم‌ها یا مجموعه‌های تلویزیونی که وی در آن‌ها نقش داشته‌است، می‌توان به کمیسر رکس، دروازه سرخ و درمان فوری اشاره نمود.